# 普里比茨山 (上施瓦布山脈)
47°33′03″N 15°03′14″E / 47.55097°N 15.05390°E

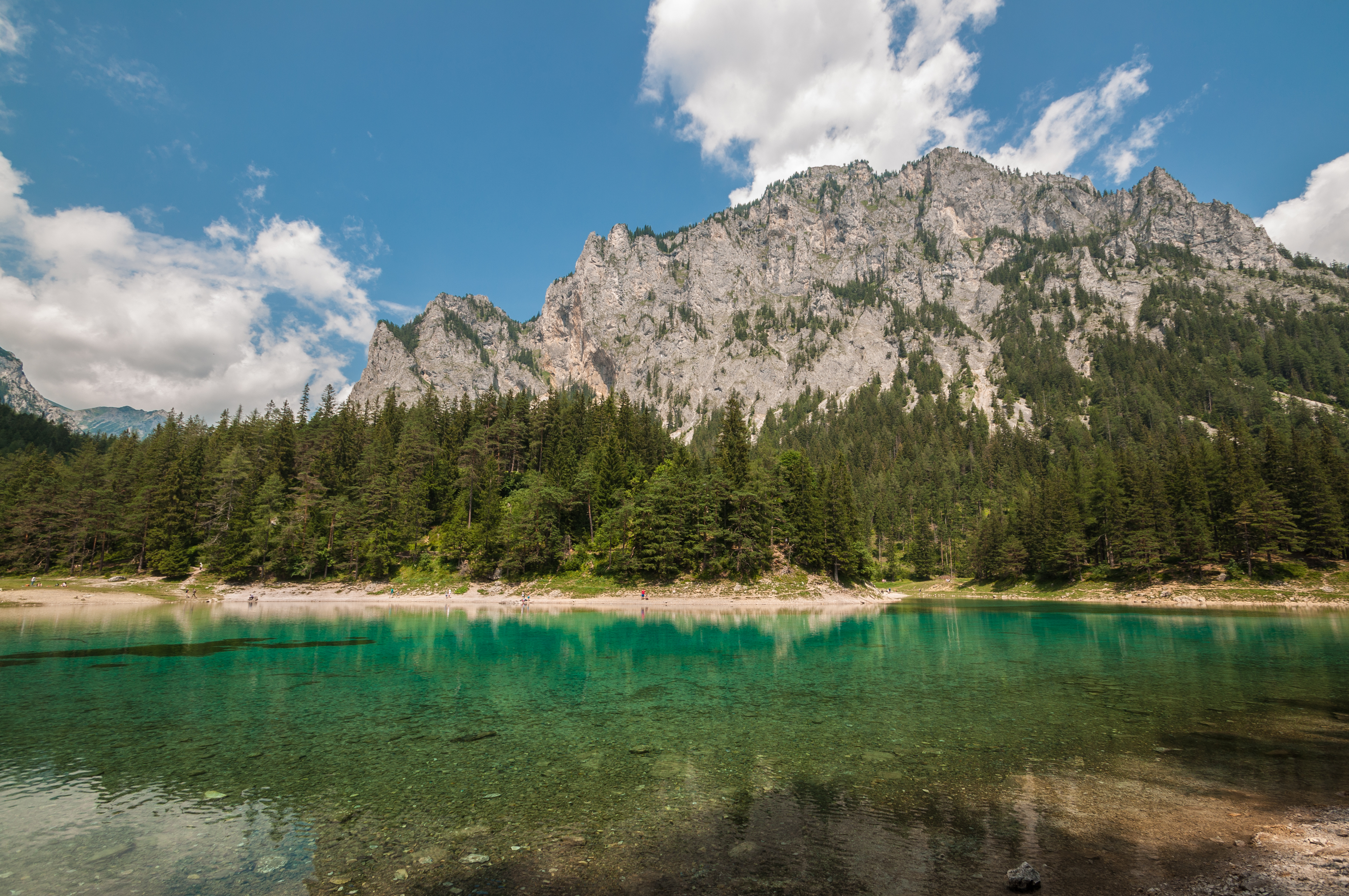

普里比茨山（德語：Pribitz），是奧地利的山峰，位於該國中部，由施泰爾馬克州負責管轄，屬於上施瓦布山脈的一部分，海拔高度1,579米。